# Perdita obtusa
Perdita obtusa är en biart som beskrevs av Timberlake 1968. Perdita obtusa ingår i släktet Perdita och familjen grävbin. Inga underarter finns listade i Catalogue of Life.